# Halle-oratoire de Naves
La halle-oratoire de Naves est une halle-oratoire située à Manhac, en France.

## Localisation
La halle-oratoire est située sur la commune de Manhac, dans le département français de l'Aveyron.

## Historique
L'édifice, érigé au XVIe siècle, est inscrit au titre des monuments historiques en 2004.